# Іґл (Айдахо)
Іґл (англ. Eagle) — місто в окрузі Ада, штат Айдахо, США. Населення — 30 346 осіб (2020).

## Історія
Історія Іґла починається з відкриття золотих родовищ в басейні річки Бойсі в 1862 році. У другій половині 1863 виходець з Іллінойсу Трумен Кетлін (англ. Truman Catlin) викупив 160 акрів землі острова Іґл на річці Бойсі. Спочатку Кетлін назвав острів на честь свого рідного штату, проте пізніше перейменував його на честь білоголових орланів (англ. baldeagle), які перебували на острові. У 1864 році Кетлін спільно зі своїм сусідом Політом Мейсом (англ. Polete Mace) розпочав зводити іригаційну систему. Система, яку вони побудували, дозволила забезпечити водою річки Бойсі 700 акрів острова. До 1903 року система складалася з 9 каналів. Подальшим розвитком Іґл зобов'язане сюрвейєру з Нової Шотландії Томасу Айкенсу (англ. Thomas Hugh Aikens). Близько 1877 року він отримав право на використання води річки Бойсі, включаючи право на острів Іґл. На початку 1890-х років Айкенс почав купувати землі на правому березі річки Бойсі, навпроти своїх володінь на острові Іґл. Внаслідок цього він став одноосібним власником земель на південь від нинішньої вулиці Стейт (англ. State Street), що була у той час основною магістраллю між Бойсі та невеликими містами на заході. З придбанням цих земель Айкенс розпочав спорудження моста через річку Бойсі, який би з'єднував його володіння. Проти спорудження моста виступили представники міста Стар, наводячи аргументи, що незабудоване місто не має потреби у власному мості. Однак суперечка була вирішена на користь Айкенса. В 1900 році в Іґлі побудували першу школу. В 1904 — розмічено та продано перші 15 акрів нового тауншипа Іґл, ім'я якому запропонувала дочка Айкенса Клара. 7 серпня 1907 року компанія «Boise Valley Loop.» на головній вулиці запустила трамвай. До 1915 трамвайна мережа з'єднувала Іґл з іншими прилеглими містами. Трамвайна мережа привела до швидкого розвитку міста: були відкриті перший банк, аптека та готель. Банк і готель на сьогодні є центром даунтауну Іґл. 1928 року трамвайну мережу закрили, оскільки вона не витримала конкуренції з автомобілями. В 1930 році відкрито в'язницю на 40 осіб, яка протягом наступного десятиліття безперервно розширювалася. 1937 року поруч з в'язницею відкрили риборозплідник, який діє дотепер. В 1963 році відкрито публічну бібліотеку, яка на сьогодні містить понад 80 000 книг. 26 лютого 1971 Іґл офіційно отримало статус міста.

## Географія та клімат
Іґл розташований за координатами 43°45′28″ пн. ш. 116°25′6″ зх. д. / 43.75778° пн. ш. 116.41833° зх. д. (43.757714, -116.418306), на півночі округу Ада, на північний захід від столиці штату міста Бойсе. Середня висота розташування міста — 782 м. За даними Бюро перепису населення США в 2010 році місто мало площу 76,13 км², з яких 74,90 км² — суходіл та 1,23 км² — водойми.

## Демографія

### Перепис 2010 року
Згідно з переписом 2010 року, у місті проживало 19 908 осіб у 7 069 домогосподарствах у складі 5 585 родин. Густота населення становила 265,8 особи/км². Було 7 570 помешкань, середня густина яких становила 101,1/км².
Расовий склад населення:
| - 94,4 % — білих - 1,6 % — азіатів - 0,5 % — корінних американців - 0,3 % — чорних або афроамериканців - 0,1 % — вихідців з тихоокеанських островів - 1,0 % — осіб інших рас |

До двох чи більше рас належало 2,0 %. Частка іспаномовних становила 4,7 % від усіх жителів.
З 7 069 домогосподарств 41,5 % мали дітей віком до 18 років, які жили з батьками; 67,9 % були подружжями, які жили разом; 7,9 % мали господиню без чоловіка; 3,2 % мали господаря без дружини і 21,0 % не були родинами. 17,7 % домогосподарств складалися з однієї особи, у тому числі 8,5 % віком 65 і більше років. В середньому на домогосподарство припадало 2,82 мешканця, а середній розмір родини становив 3,20 особи.
Середній вік мешканців міста становив 40,6 року. Із них 30,8 % були віком до 18 років; 5,4 % — від 18 до 24; 21,3 % від 25 до 44; 30,3 % від 45 до 64 і 12,1 % — 65 років або старші. Статевий склад населення: 49,1 % — чоловіки і 50,9 % — жінки.
Середній дохід на одне домашнє господарство  становив 108 640 доларів США (медіана — 78 939), а середній дохід на одну сім'ю — 122 424 долари (медіана — 90 482). Медіана доходів становила 76 814 долари для чоловіків та 43 446 доларів для жінок. За межею бідності перебувало 5,1 % осіб, у тому числі 7,7 % дітей у віці до 18 років та 3,0 % осіб у віці 65 років та старших.
Цивільне працевлаштоване населення становило 9548 осіб. Основні галузі зайнятості: освіта, охорона здоров'я та соціальна допомога — 18,9 %, науковці, спеціалісти, менеджери — 13,9 %, роздрібна торгівля — 13,2 %, виробництво — 12,5 %.

### Перепис 2000 року
Згідно з переписом 2000 року в місті проживало 11 085 осіб у 3 864 домогосподарствах у складі 3 098 родин. Густота населення становила 465,7 особи/км². Було 4 048 помешкань, середня густина яких становила 170,1/км². Расовий склад населення станом на 2000:
- білі — 95,9 %;
- афроамериканці — 0,37 %;
- індіанці — 0,47 %;
- азіати — 0,74 %;
- океанійці — 0,13 %;
- інші раси — 0,59 %;
- дві і більше раси — 1,80 %;
- іспанці і латиноамериканці незалежно від раси — 2,63 %.

Із 3 864 домогосподарств 45,9 % мали дітей віком до 18 років, які жили з батьками; 69,4 % були подружжями, які жили разом; 7,6 % мали господиню без чоловіка, і 19,8 % не були родинами. 16,1 % домогосподарств складалися з однієї особи, у тому числі 5,3 % віком 65 і більше років. В середньому на домогосподарство припадало 2,87 мешканця, а середній розмір родини становив 3,23.
Віковий склад населення: 32,6 % віком до 18 років, 5,6 % від 18 до 24, 31,1 % від 25 до 44, 23,1 % від 45 до 64 і 7,6 % років і старші. Середній вік жителів — 35 року. Статевий склад населення: 54,8 % — чоловіки і 45,2 % — жінки.
Середній дохід домогосподарств у місті становив US$65 313, родин — $71 907. Середній дохід чоловіків становив $50 962 проти $29 066 у жінок. Дохід на душу населення в місті був $27 226. Близько 4,0 % родин і 3,8 % населення перебували за межею бідності, включаючи 4,9 % віком до 18 років і 3,5 % від 64 і старших.

## Освіта
Іґл входить в шкільний округ Меридіан. У місті є одна середня школа, відкрита в 1995 році, одна альтернативна середня школа, одна проміжна школа і три початкових школи. Також є дві чартерних школи, християнська школа церкви адвентистів сьомого дня та художня школа.

## Звичаї
Щороку в Іґлі добровольці пожежного депо проводять фестиваль «Найбільші у світі устриці Скелястих Гір».

## Пам'ятки
- Арборетум-парк[en];
- Державний парк острова Іґл[en]

## Відомі мешканці
- актор Джордж Кеннеді;
- футболіст Джеб Путціер[en];
- Міс Айдахо-2004 Кімберлі Вейбл (англ. Кімberly Glyn Weible);
- футболіст Дерек Шуман[en];
- колишній сенатор Ларрі Крейг.